# الجيش الفيتنامي الجنوبي
جيش فيتنام الجنوبي، ويسمى في التسمية الرسمية: الجيش الجمهوري الفيتنامي (بالفيتنامية: Quân Lực Việt Nam Cộng Hòa)‏ هو جيش فيتنامي جنوبي أسس سنة 1955 من قبل الحكومة الفيتنامية الجنوبية، وقد شارك الجيش الفيتنامي الجنوبي بجانب القوات الأمريكية في حرب فيتنام مابين 1955 حتى سقوط العاصمة سايغون سنة 1975، وكانت معونات الجيش الجنوبي الفيتنامي تعتمد على القوة التسليحية الأمريكية.
في أقصي اتساع له كان قد جُند 1 من كُل 9 مواطنين في فيتنام الجنوبية ليصبح الجيش الرابع عالميًا من حيث الحجم. وتشير التقديرات إلى أنه عانى أكثر من 1,394,000 ضحية (قتلى وجرحى) خلال حرب فيتنام.
بدأ جيش جمهورية فيتنام كقوة مُسلحة جديدة كان تدريبها مُرتبط من الولايات المتحدة وترتبط بها بشكل وثيق وشاركت في الصراع منذ بدايتها. حدثت العديد من التغييرات طوال فترة وجوده، في البداية من "قوة قمَع" إلى قوة أكثر حداثة كقوة تقليدية. خلال التدخل الأمريكي في فيتنام، تحول جيش جمهورية فيتنام إلى لعب دور دفاعي مع محاولة تحديث غير مكتملة. ثم تحول مرة أخرى بعد عملية الفتنمة، وتم تجهيزه وتوسيعه وإعادة بنائه للقيام بدور القوات الأمريكية المغادرة. وبحلول عام 1974، أصبحت أكثر فعالية بكثير، حيث أشار أبرز خبراء مكافحة التمرد ومستشار نيكسون روبرت تومسون إلى أن القوات النظامية كانت مدربة تدريبًا جيدًا للغاية وتأتي في المرتبة الثانية بعد القوات الأمريكية و"الإسرائيلية" كأقوي الجيوش في "العالم الحر" ومع ملاحظة الجنرال كريتون أبرامز أن 70٪ من الوحدات كانت على قدم المساواة مع جيش الولايات المتحدة.
ومع ذلك، فإن انسحاب القوات الأمريكية بهد الفَتنَمة لم يتمكن من تحقيق جميع أهداف البرنامج بشكل فعال وأصبح يعتمد بشكل كامل على المعدات الأمريكية لأنه كان من المفترض أن يكون دوره مساعد للقوات الأمريكية المغادرة. بسبب تدخل الجيش في الحياة المدنية بالاضافة إلي المهام العسكرية، ضد الفيت كونج أصبح الجيش أيضًا أحد مكونات السلطة السياسية وعانى من المشكلات المستمرة مثل تعيينات الولاء السياسي بدل الجدارة والفساد في القيادة والاقتتال بين الفصائل والصراع الداخلي المفتوح في بعض الأحيان.
بعد سقوط سايجون في يد جيش فيتنام الشعبي التابع لـ فيتنام الشمالية (PAVN)، تم حل جيش جمهورية فيتنام. بينما فر بعض الضباط رفيعي المستوى من البلاد إلى الولايات المتحدة أو أمكان آخري، تم إرسال الآلاف من ضباط جيش جمهورية فيتنام السابقين إلى معسكرات إعادة التعليم من قبل الحكومة الشيوعية لجمهورية فيتنام الاشتراكية الموحدة. وقد انتحر خمسة من جنرالات جيش جمهورية فيتنام لتجنب القبض عليهم.

## معرض صور

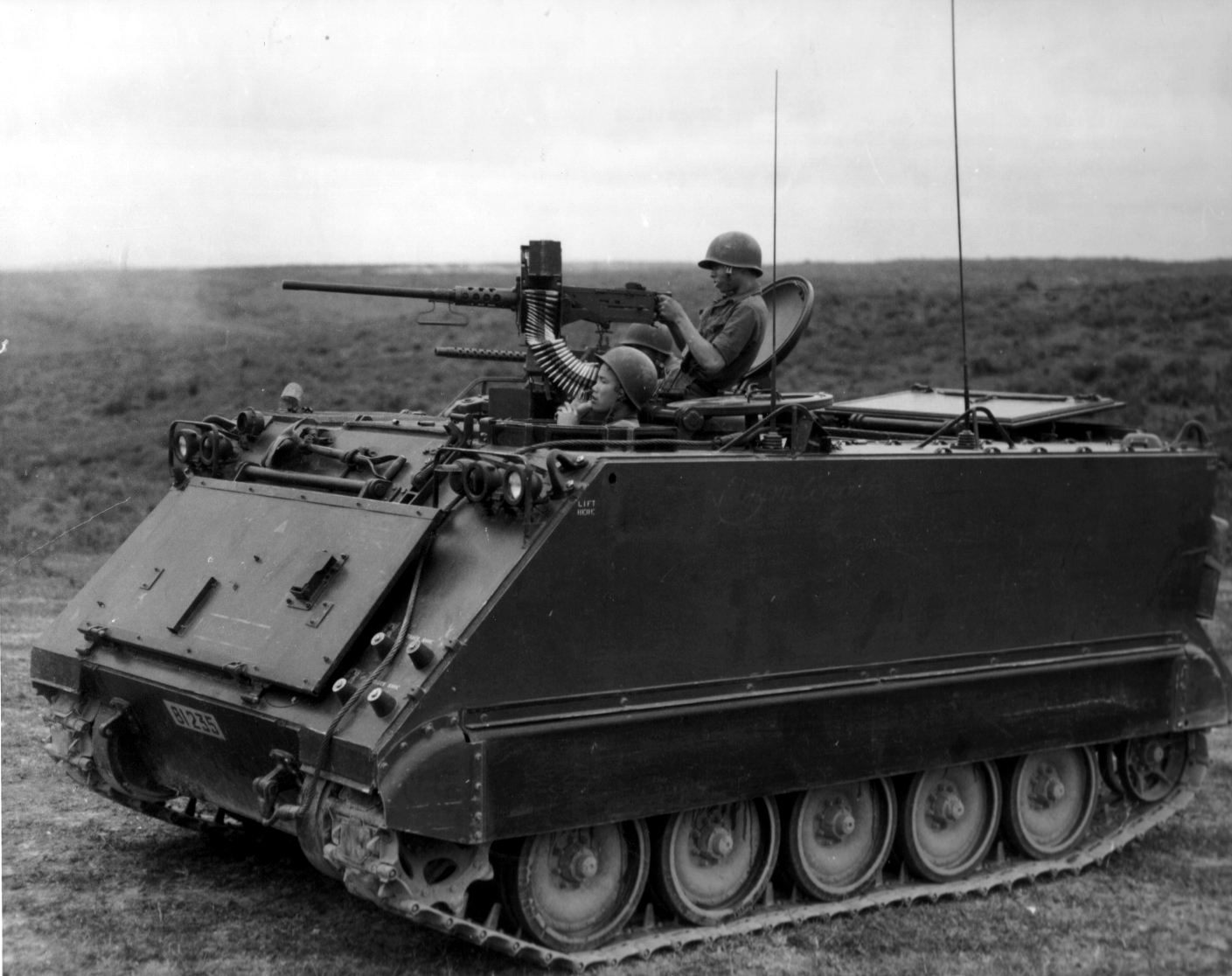
ناقلة جند إم-113 غير المعدلة في وقت مبكر خلال حرب فيتنام
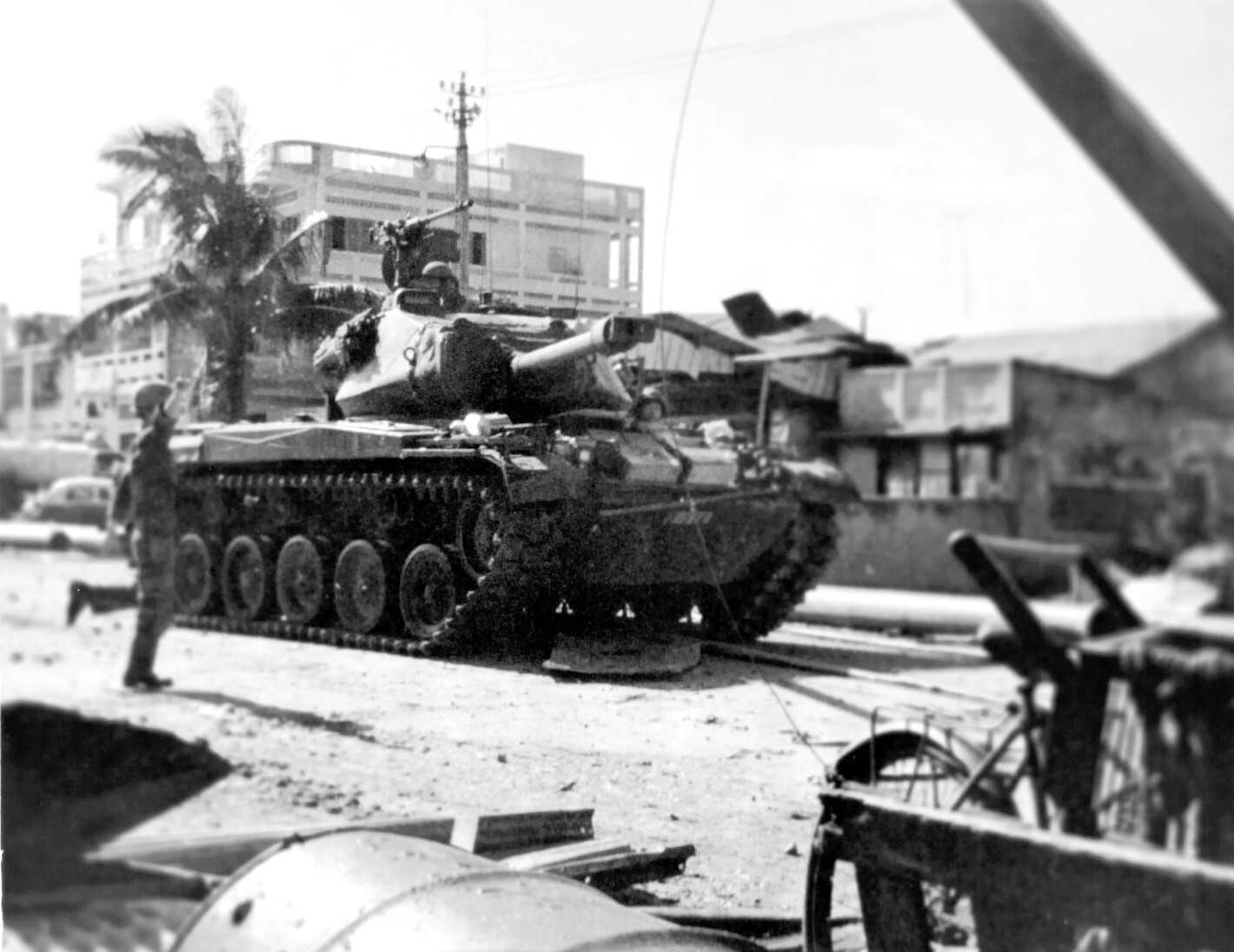
دبابة M41 Walker Bulldog لجيش فيتنام الجنوبي
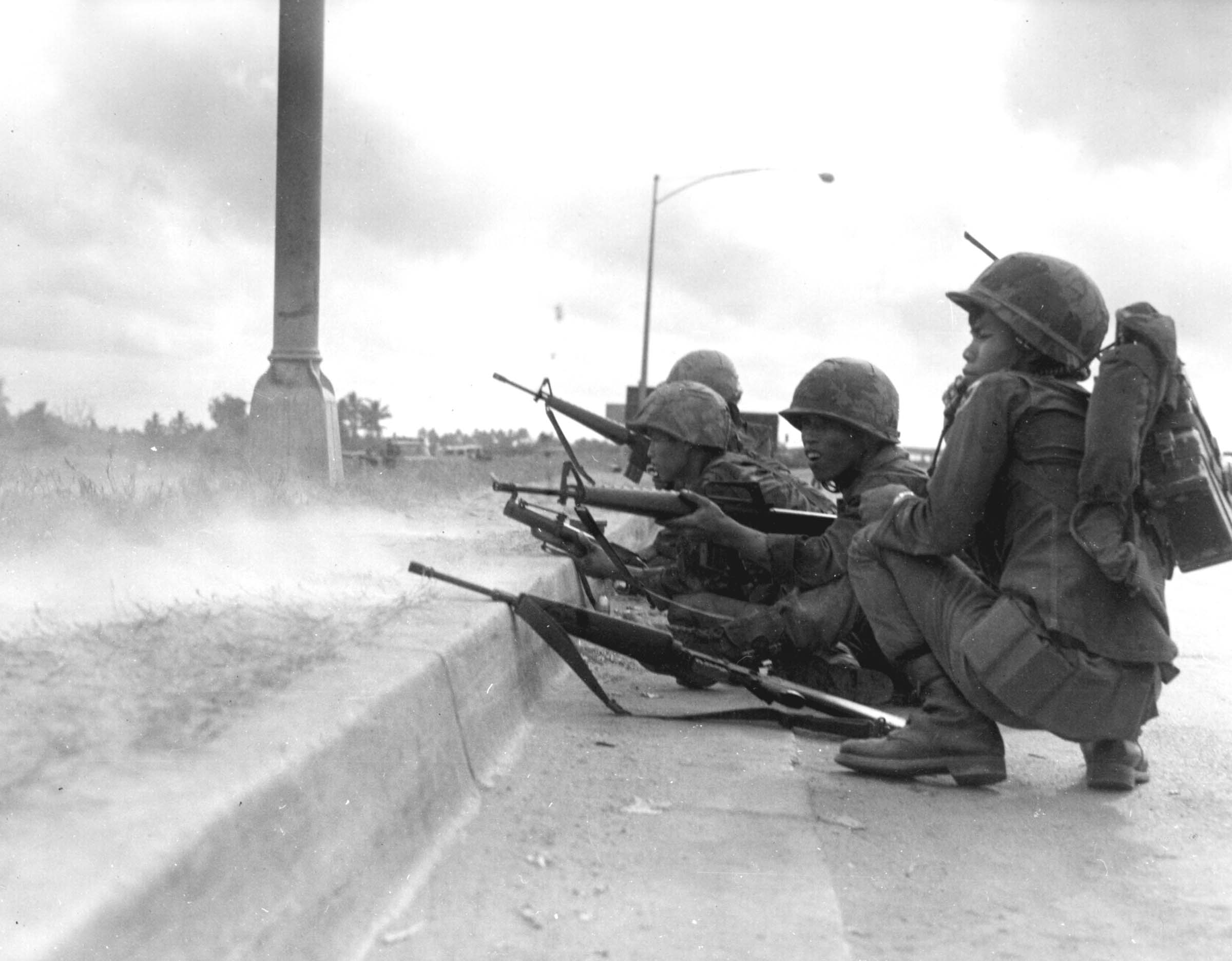
جنود من قوات النخبة (رينجرز) يقاتلون في سايجون أثناء هجوم التيت عام 1968.
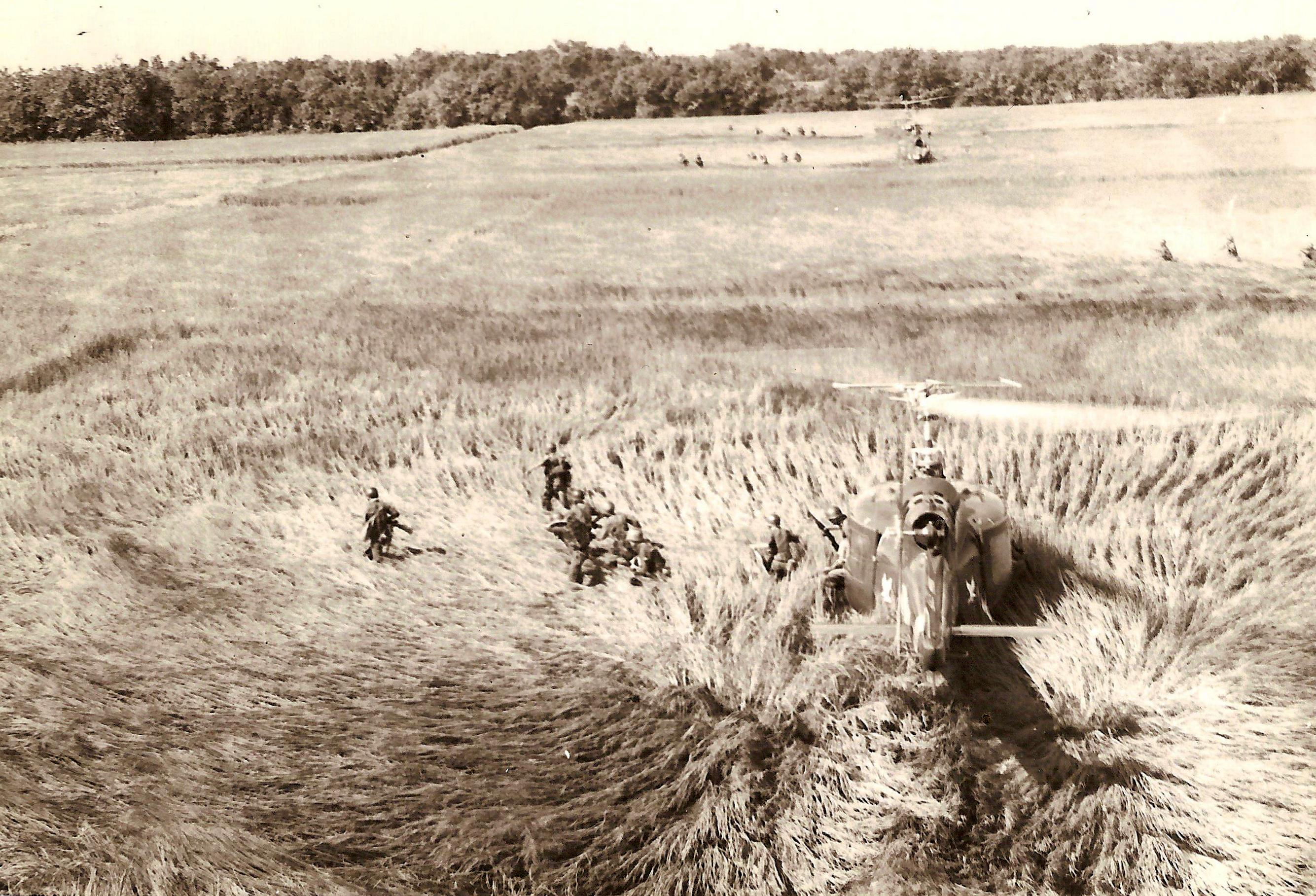
عملية عسكرية لجيش فيتنام الجنوبية عام 1965
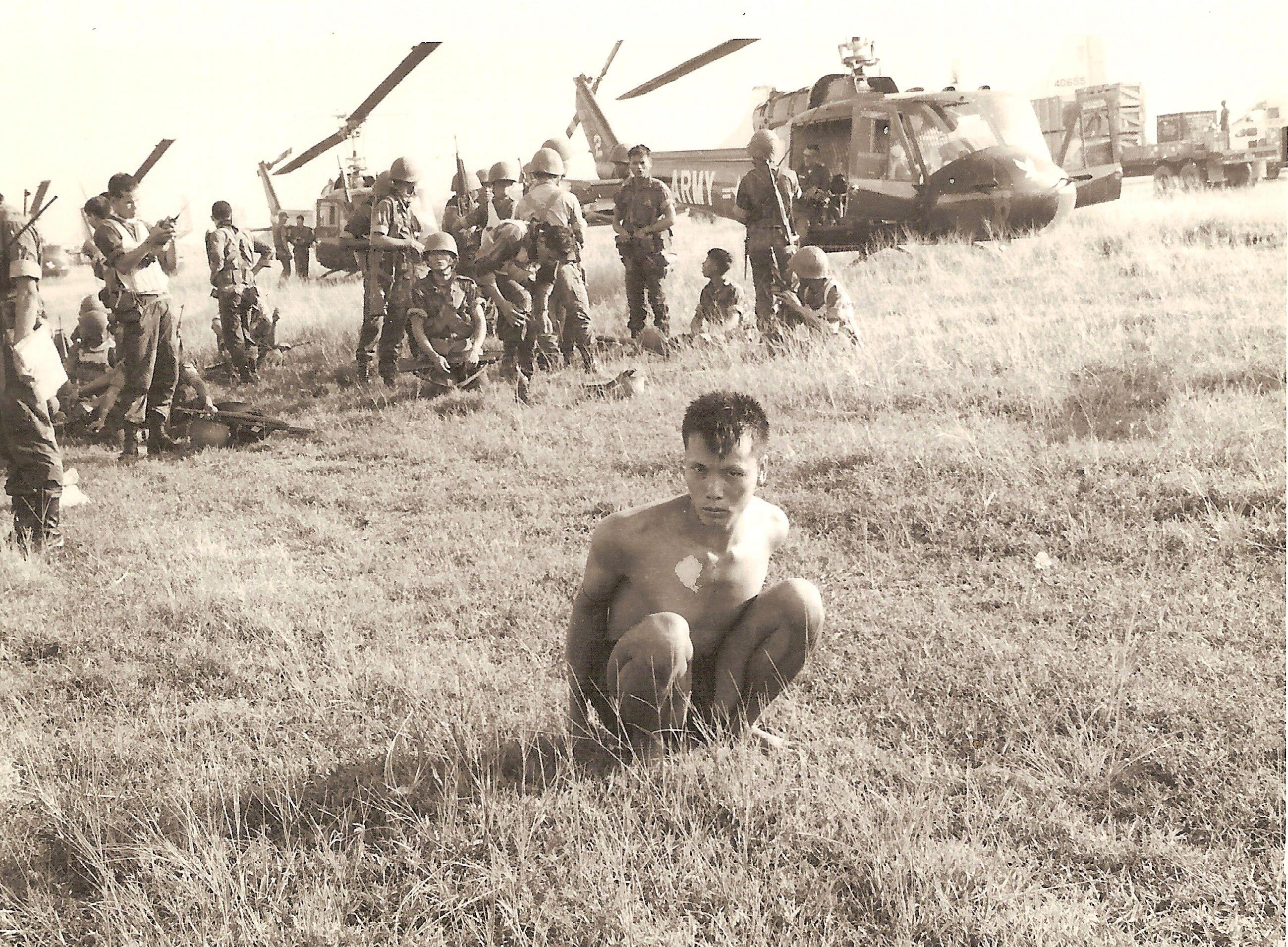
قوات جيش جمهورية فيتنام مع شخص يُشتبه بكونه ينتمي لقوات الفيت كونج في 1965
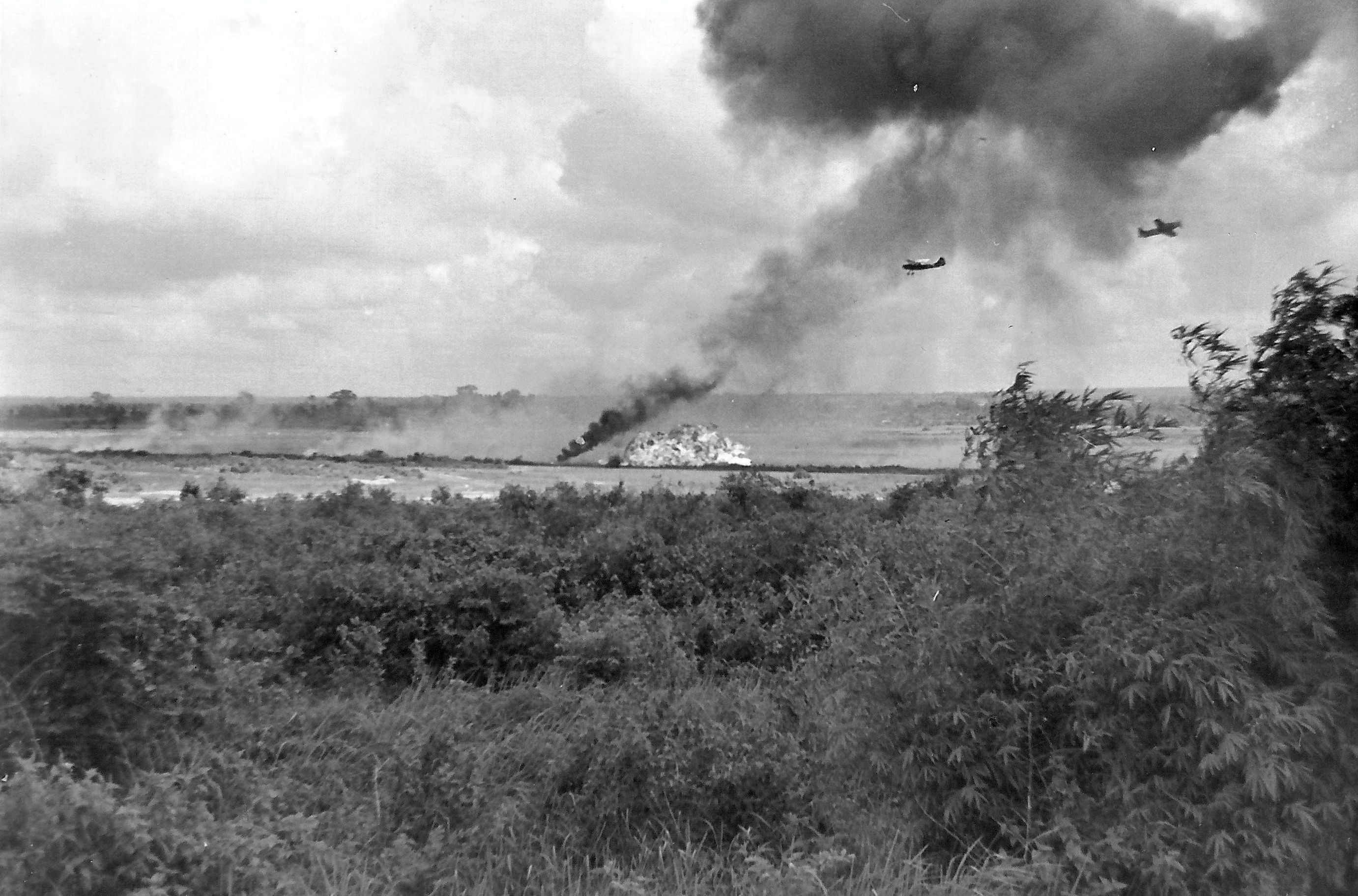
طائرة A Douglas A-1 Skyraider تُسقط النابالم على هدف تم رصده بواسطة O-1 Bird Dog.

## وصلات خارجية
- Heroic Allies by Harry F. Noyes III
- Vietnam War Bibliography: The ARVN and the RVN
- History of the Army of the Republic of Vietnam
- The Battle for Hue, 1968 by James H. Willbanks
- ARVN Interviews
- Interview with ARVN, Ban Van Nguyen
- 1975 NVA Invasion